# Chansons de ma jeunesse
Chansons de ma jeunesse est un album studio de Guy Marchand, publié en 2012.
C'est un album constitué exclusivement de reprises de chansons françaises. Il est arrangé par Jacques Ferchit et Jacky Delance.

## Liste des chansons
| No  | Titre                                   | Paroles                           | Musique                          | Durée |
| --- | --------------------------------------- | --------------------------------- | -------------------------------- | ----- |
| 1.  | Que reste-t-il de nos amours ?          | Charles Trenet                    | Charles Trenet                   |       |
| 2.  | Le Temps du tango                       | Jean-Roger Caussimon              | Léo Ferré                        |       |
| 3.  | Le Cinéma                               | Claude Nougaro                    | Michel Legrand                   |       |
| 4.  | C'est si bon                            | André Hornez                      | Henri Betti                      |       |
| 5.  | Roses de Picardie                       | Pierre d'Amor                     | Haydn Wood (en)                  |       |
| 6.  | Couchés dans le foin                    | Jean Nohain                       | Mireille                         |       |
| 7.  | Grands Boulevards                       | Jacques Plante                    | Norbert Glanzberg                |       |
| 8.  | Douce France                            | Charles Trenet                    | Charles Trenet                   |       |
| 9.  | Cigarettes, Whisky et P'tites Pépées    | François Llenas et Jacques Soumet | Tim Spencer                      |       |
| 10. | On n'est pas là pour se faire engueuler | Boris Vian                        | Jimmy Walter                     |       |
| 11. | J'aime Paris au mois de mai             | Charles Aznavour                  | Charles Aznavour et Pierre Roche |       |
| 12. | Aujourd'hui peut-être                   | Marcel Sicard                     | Paul Durand                      |       |
| 13. | Quand je monte chez toi                 | Jean Broussolle                   | Henri Salvador                   |       |
| 14. | Histoire d'un amour                     | Francis Blanche                   | Carlos Eleta Almaran             |       |
| 15. | Vous qui passez sans me voir            | Charles Trenet                    | Johnny Hess                      |       |